# 倉庫番

倉庫番形式のパズルの正解（動画）

『倉庫番』（そうこばん）は、1982年12月に有限会社シンキングラビットから発売されたコンピュータパズルゲーム。開発者は同社社長の今林宏行。

## 概要
最初にBASICでプログラミングされたPC-8801版が発売され、以後様々な家庭用ゲーム機などで移植された。海外でもSokobanとして知られるが、名前が変えてあることもある。
また、ユーザーからオリジナル面を募集するコンテスト「究極をつくろうコンテスト」も行われた。
現在はファルコン株式会社が著作権を有している。
忍耐力の必要な難易度と地味なゲーム性から、ゲームライターの中には「(平成末期時点において)アクションやシューティングが辛くなってきたと感じた中高年に向いているゲームかもしれない」と評する向きもある。

## ゲーム内容
- フィールドは最大横32×縦20の壁、荷物、格納場所、そしてプレイヤーが操作する人間からなる。
- ゲームの目的は人間を操作し、すべての荷物を格納場所に運ぶことである。
- 人間は上下左右に移動することができる。進行方向に荷物がある場合、その荷物を押すことができる。但し、荷物は１つずつ押す事しかできない。また、荷物は押すのみで、引くことはできない。
- 製品によっては歩数制限があることもある。
- 最初の「倉庫番」には、消える壁を発見して通り抜けないと解けない面があったが（壁抜け面と呼ぶ）、次製品からは廃止された。
- 「究極の倉庫番」のステージ３には、格納場所に置くと消える荷物が存在する。
- アーケード版の「倉庫番Deluxe」は、アーケードゲームという性質上、時間制限が設けられている。アーケードゲーム版はこの1作のみ。

## エピソード
このソフトは今林がレコード店の店員時代に自分で楽しむために開発したもので、販売業者の目に留まったことがきっかけで会社の設立とパッケージ販売に至った。発売から1年で一万五千本を売り、五千万円を超える売り上げが見込まれた。

## 歴史
| No. | 発売日                       | 対応機種                                                     | タイトル                                         | 開発元                     | 発売元                                   | メディア                          | 型式                          | 備考 |
| --- | ---------------------------- | ------------------------------------------------------------ | ------------------------------------------------ | -------------------------- | ---------------------------------------- | --------------------------------- | ----------------------------- | --- |
| 1   | 1982年12月                   | PC-6001/mkII PC-8001 mkII PC-8801 FM-7/8 X1 MZ-2000/2200     | 倉庫番                                           | シンキングラビット         | シンキングラビット                       | カセットテープ                    | -                             | 10面 ＋ 壁抜け面10面 |
| 2   | 1983年8月                    | PC-8801 PC-9801                                              | 倉庫番[番外編]                                   | シンキングラビット         | PCマガジン                               | ソースコード                      | -                             | 10面 |
| 3   | 1984年2月                    | PC-6001/mkII PC-8001 mkII PC-8801 PC-9801 FM-7/8 X1 S1       | 倉庫番2                                          | シンキングラビット         | シンキングラビット                       | カセットテープ フロッピーディスク | -                             | 50面 |
| 4   | 1984年5月                    | MSX                                                          | 倉庫番                                           | シンキングラビット         | アスキー                                 | ロムカセット                      | 00240                         | 60面（倉庫番10面 ＋ 倉庫番2 50面） 別売ツールキット（カセットテープ）41面 |
| 5   | 1985年4月                    | ゲームポケコン                                               | 倉庫番                                           | シンキングラビット         | エポック社                               | ロムカセット                      | -                             | - |
| 6   | 1985年12月                   | SG-1000/SC-3000                                              | 倉庫番                                           | シンキングラビット         | セガ                                     | マイカード                        | C-56                          | 100面（倉庫番10面 ＋ 倉庫番2 50面 ＋ ツールキット40面） |
| 7   | 1986年7月30日                | ファミリーコンピュータ                                       | 涙の倉庫番スペシャル                             | シンキングラビット         | アスキー                                 | ディスクカード                    | ASC-001                       | 150面 |
| 8   | 1988年                       | TRS-80 Color Computer Apple II コモドール64 PC/AT互換機(DOS) | SOKO-BAN                                         | スペクトラムホロバイト     | スペクトラムホロバイト                   | フロッピーディスク                | -                             | - |
| 9   | 1989年9月1日 1990年2月 1990  | ゲームボーイ                                                 | 倉庫番 Boxxle                                    | アトリエドゥーブル         | ポニーキャニオン FCI                     | 256キロビットロムカセット         | DMG-SOJ DMG-SO-USA DMG-SO-UKV | - |
| 10  | 1989年11月21日               | X68000 PC-8801/SR PC-9801 X1/X1 turbo MSX2 J3100             | 倉庫番Perfect                                    | シンキングラビット         | シンキングラビット                       | フロッピーディスク                | -                             | 306面 |
| 11  | 1990年1月30日 1990年5月      | メガドライブ                                                 | 史上最大の倉庫番 Shove It! ...The Warehouse Game | NCS                        | メサイヤ DreamWorks Games                | 2メガビットロムカセット           | T-25023 T-25036               | 250面 160面 |
| 12  | 1990年3月16日 1990年         | PCエンジン                                                   | 倉庫番WORLD BOXYBOY                              | メディアリング             | メディアリング                           | 2メガビットHuCARD                 | MR90001                       | - |
| 13  | 1990年8月 1990年11月         | アーケード                                                   | 倉庫番Deluxe BOXY BOY                            | ナムコ                     | ナムコ                                   | 業務用基板（1.07メガバイト）      | -                             | - |
| 14  | 1990年12月15日               | ゲームギア                                                   | 倉庫番                                           | シンキングラビット         | リバーヒルソフト                         | 1メガビットロムカセット           | T-53017                       | - |
| 15  | 1991年                       | X68000 PC-8801 PC-9801 J3100                                 | 倉庫番Revenge                                    | シンキングラビット         | シンキングラビット                       | フロッピーディスク                | -                             | 306面 |
| 16  | 1991年                       | PC-9801                                                      | 倉庫番 セレクト30                                | シンキングラビット         | 花王                                     | フロッピーディスク                | -                             | - |
| 17  | 1993年1月29日                | スーパーファミコン                                           | スーパー倉庫番                                   | シンキングラビット         | パック・イン・ビデオ                     | ロムカセット                      | SHVC-VN                       | - |
| 18  | 1995年                       | Windows                                                      | 倉庫番 for Windows                               | 伊藤忠商事コンテンツ事業部 | 伊藤忠商事                               | フロッピーディスク                | -                             | 306面（倉庫番パーフェクトと同じ） |
| 19  | 1996年                       | Macintosh                                                    | 倉庫番 for Macintosh                             | 伊藤忠商事コンテンツ事業部 | 伊藤忠商事                               | フロッピーディスク                | -                             | 306面（倉庫番パーフェクトと同じ） |
| 20  | 1996年9月13日                | PlayStation                                                  | 究極の倉庫番                                     | 伊藤忠商事コンテンツ事業部 | 伊藤忠商事                               | CD-ROM                            | SLPS-00475                    | 96面 |
| 21  | 1997年1月                    | 携帯型ゲーム                                                 | チョー倉庫番55                                   | エクシング                 | バンダイ・ミュージックエンタテインメント | 内蔵ゲーム                        | -                             | - |
| 22  | 1997年8月7日                 | PlayStation                                                  | 倉庫番ベーシック                                 | 伊藤忠商事コンテンツ事業部 | 伊藤忠商事                               | CD-ROM                            | -                             | 280面（練習：40面、 初級：新作29面＋パーフェクトより7面＋リベンジより4面、 中級：パーフェクトより40面、 上級：リベンより40面、 天才：パーフェクトより27面＋リベンジより13面、 職人：パーフェクトより40面、 仙人：リベンより40面） |
| 23  | 1997年10月                   | Windows                                                      | 倉庫番セレクション                               | 伊藤忠商事コンテンツ事業部 | 伊藤忠商事                               | フロッピーディスク                | -                             | 170面 |
| 24  | 1997年12月                   | Macintosh                                                    | 倉庫番セレクション                               | 伊藤忠商事コンテンツ事業部 | 伊藤忠商事                               | フロッピーディスク                | -                             | 170面 |
| 25  | 1998年1月                    | Windows 95                                                   | 倉庫番スペシャル102                              | 伊藤忠商事コンテンツ事業部 | 富士通パレックス                         | フロッピーディスク                | -                             | - |
| 26  | 1998年3月                    | Windows 95                                                   | 究極の倉庫番                                     | -                          | アンバランス                             | CD-ROM                            | -                             | 96面 |
| 27  | 1998年8月                    | PlayStation                                                  | 倉庫番ベーシック2                                | -                          | アンバランス                             | CD-ROM                            | -                             | 100面（新作48面、リベンジより52面） |
| 28  | 1998年10月                   | Windows 95/98                                                | 倉庫番ベーシック                                 | -                          | アンバランス                             | CD-ROM                            | -                             | 100面（新作48面、リベンジより52面） |
| 29  | 1999年1月1日                 | スーパーファミコン                                           | POWER倉庫番                                      | 任天堂                     | 任天堂                                   | フラッシュロムカセット            | SHVC-BPSJ-JPN                 | 書き換え専用、同年6月にパッケージ版発売 |
| 30  | 1999年4月1日                 | PlayStation                                                  | 倉庫番 難問指南                                  | -                          | アンバランス                             | CD-ROM                            | SLPS-02010                    | 100面（新作21面、パーフェクトより30面、リベンジより49面） |
| 31  | 1999年12月23日               | ゲームボーイ                                                 | ～倉庫番伝説～ 光と闇の国                        | J・ウイング                | J・ウイング                              | ロムカセット                      | DMG-AWIJ-JPN                  | - |
| 32  | 2000年6月                    | Windows                                                      | 倉庫番 難問指南                                  | -                          | アンバランス                             | CD-ROM                            | -                             | 100面（新作21面、パーフェクトより30面、リベンジより49面） |
| 33  | 2004年4月                    | iアプリ EZアプリ ボーダフォンライブ                          | 倉庫番 ファーストステップ                        | -                          | スクウェア・エニックス                   | ダウンロード                      | -                             | - |
| 36  | 2006年3                      | iアプリ EZアプリ S!アプリ                                    | コナミワイワイ倉庫番                             | -                          | コナミデジタルエンタテインメント         | ダウンロード                      | -                             | - |
| 37  | 2015年9月                    | Windows                                                      | 倉庫番パーフェクトプラス A面                     | シンキングラビット         | シンキングラビット                       | ダウンロード                      | -                             | - |
| 38  | 2015年11月                   | Windows                                                      | 倉庫番パーフェクトプラス B面                     | シンキングラビット         | シンキングラビット                       | ダウンロード                      | -                             | - |
| 39  | 2016年2月                    | Windows                                                      | 倉庫番ファーストステップ プラス                  | シンキングラビット         | シンキングラビット                       | ダウンロード                      | -                             | - |
| 40  | 2016年3月                    | Android                                                      | 倉庫番Touch                                      | シンキングラビット         | シンキングラビット                       | ダウンロード                      | -                             | - |
| 41  | 2016年4月                    | Windows                                                      | 倉庫番リベンジ 復刻版                            | シンキングラビット         | シンキングラビット                       | ダウンロード                      | -                             | - |
| 42  | 2016年7月                    | iPhone/iPad (iOS)                                            | 倉庫番Touch                                      | シンキングラビット         | シンキングラビット                       | ダウンロード                      | -                             | - |
| 44  | 2016年8月                    | Windows                                                      | 倉庫番 35周年コンプリートパック                  | シンキングラビット         | スキルインフォメーションズ               | CD-ROM                            | -                             | - |
| 45  | 2018年5月                    | Windows                                                      | 倉庫番スマート                                   | シンキングラビット         | シンキングラビット                       | ダウンロード                      | -                             | - |
| 46  | 2019年5月23日 2021年10月28日 | Nintendo Switch                                              | みんなの倉庫番 The Sokoban                       | ファルコン                 | アンバランス                             | ダウンロード                      | -                             | - |
| 47  | 2019年8月29日 2021年10月28日 | PlayStation 4                                                | みんなの倉庫番 The Sokoban                       | ファルコン                 | アンバランス                             | ダウンロード                      | -                             | - |

## 評価
1988年にComputer Gaming Worldはレビューで中毒性を持つことを挙げて本作が「純粋でシンプル、とても遊びやすく、思考への挑戦」と賞賛した。ドラゴンのレビューでは5つ星のうち4と1/2の星を獲得した。
ファミリーコンピュータ版
- ゲーム誌『ファミリーコンピュータMagazine』の読者投票による「ゲーム通信簿」での評価は以下の通りとなっており、13.45点（満25点）となっている[19]。

| 項目 | キャラクタ | 音楽 | 操作性 | 熱中度 | お買得度 | オリジナリティ | 総合  |
| 得点 | 3.79       | 2.51 | 2.53   | 2.05   | -        | 2.57           | 13.45 |

ゲームボーイ版
- 倉庫番
  - ゲーム誌『ファミコン通信』の「クロスレビュー」では合計25点（満40点）[10]、『ファミリーコンピュータMagazine』の読者投票による「ゲーム通信簿」での評価は以下の通りとなっており、18.78点（満30点）となっている[6]。

| 項目 | キャラクタ | 音楽 | 操作性 | 熱中度 | お買得度 | オリジナリティ | 総合  |
| 得点 | 3.02       | 2.99 | 3.31   | 3.26   | 3.10     | 3.10           | 18.78 |

- ～倉庫番伝説～ 光と闇の国
  - ゲーム誌『ファミコン通信』の「クロスレビュー」では合計24点（満40点）となっている[11]。

メガドライブ版
ゲーム誌『ファミコン通信』の「クロスレビュー」では合計23点（満40点）、『メガドライブFAN』の読者投票による「ゲーム通信簿」での評価は以下の通りとなっており、14.00点（満30点）となっている。
| 項目 | キャラクタ | 音楽 | 操作性 | 熱中度 | お買得度 | オリジナリティ | 総合  |
| 得点 | 2.06       | 1.92 | 2.74   | 2.52   | 2.18     | 2.58           | 14.00 |

ゲーム誌『BEEP!メガドライブ』の「BEメガ・ドッグレース」では5、6、8、6の合計25点（満40点）となっている。レビュアーはPC版とほぼ同じで操作が親切になっているのはありがたく、パズル好きにはお勧めだとした一方で、昔くささは否めない、セールスポイントにあまり魅力を感じない、本作をやりたくてMDを買う人はいるのかと疑問を呈して極論かもしれないがパズルは他機種に任せた方がいいとした者もいた。
PCエンジン版
ゲーム誌『ファミコン通信』の「クロスレビュー」では合計27点（満40点）、『PC Engine FAN』の読者投票による「ゲーム通信簿」での評価は以下の通りとなっており、20.61点（満30点）となっている。また、この得点はPCエンジン全ソフトの中で293位（485本中、1993年時点）となっている。
| 項目 | キャラクタ | 音楽 | 操作性 | 熱中度 | お買得度 | オリジナリティ | 総合  |
| 得点 | 3.81       | 3.12 | 3.60   | 3.60   | 3.17     | 3.30           | 20.61 |

ゲームギア版
ゲーム誌『ファミコン通信』の「クロスレビュー」では合計25点（満40点）となっている。
スーパーファミコン版
ゲーム誌『ファミコン通信』のクロスレビューでは合計25点（満40点）、『ファミリーコンピュータMagazine』の読者投票による「ゲーム通信簿」での評価は以下の通りとなっており、18.6点（満30点）となっている。
| 項目 | キャラクタ | 音楽 | お買得度 | 操作性 | 熱中度 | オリジナリティ | 総合 |
| 得点 | 3.1        | 3.0  | 3.0      | 3.0    | 3.4    | 3.1            | 18.6 |

PlayStation版
- 究極の倉庫番 ひとりだけのカーテンコール
  - ゲーム誌『ファミコン通信』の「クロスレビュー」では合計25点（満40点）となっている[16]。

- 倉庫番ベーシック
  - ゲーム誌『ファミコン通信』の「クロスレビュー」では合計22点（満40点）となっている[17]。

- 倉庫番 難問指南
  - ゲーム誌『ファミコン通信』の「クロスレビュー」では合計22点（満40点）となっている[18]。